# Doubt (série de televisão)
Doubt é uma série de drama da televisão americana que estreou na CBS em 15 de fevereiro de 2017 e foi encerrada em 12 de agosto de 2017. A série foi criada por Tony Phelan e Joan Rater, e protagoniza Katherine Heigl no papel principal de Sadie Ellis, uma brilhante advogada que se apaixona por seu cliente (Steven Pasquale), um cirurgião pediátrico altruísta recentemente acusado de assassinar sua namorada 24 anos antes. A CBS deu ao programa uma encomenda da série em maio de 2016. Depois que apenas dois episódios foram ao ar, a CBS anunciou que eles estavam puxando a série de sua agenda, deixando o futuro dos episódios restantes em desuso incerto. Foi o primeiro cancelamento oficial da temporada 2016–2017, após uma fraca audiência. A CBS anunciou mais tarde que a série retornaria em 1 de julho de 2017 para queimar os 11 episódios restantes.

## Sinopse
Sadie Ellis é uma advogada excepcional que trabalha para uma firma de renome. Quando um Billy Brennan pediatra é acusado de ter assassinado a própria namorada 24 anos atrás, ele busca o serviço de Ellis, que começa por sua vez a se apaixonar pelo homem. Isso complica seu trabalho, mas ela tem a ajuda de sua amiga Cameron Wirth, uma mulher transgênera que se formou numa das melhores faculdades dos Estados Unidos. As duas dividem o escritório também com Tiffany Simon , pupila de Cameron, e Nick , um ex-detento que se formou dentro da cadeia. Todos trabalham para e buscam a aprovação de seu mentor Isaiah Roth um advogado lendário. Sadie arrisca sua alegria e sua carreira ao se envolver com seu cliente, o que lhe faz parar de ouvir as próprias dúvidas e trabalhar mais que nunca para provar a inocência de Billy.

## Elenco
- Katherine Heigl como Sadie Ellis
- Dulé Hill como  Albert Cobb
- Laverne Cox como Cameron "Cam" Wirth
- Dreama Walker como Tiffany Simon:
- Kobi Libii as Nick Brady
- Steven Pasquale como William "Billy" Brennan
- Elliott Gould como Isaiah Roth:

### Recorrente
- Judith Light como Carolyn Rice
- Lauren Blumenfeld como Lucy Alexander
- Tara Karsian como Tanya
- Ben Lawson como DA Peter Garrett
- Cassidy Freeman como ADA Audrey Burris
- Patrick Fischler como ADA Alan Markes

## Episódios
| N.º na série | N.º na temp. | Título                                                     | Dirigido por             | Escrito por              | Lançamento              |
| --- | ------------ | ---------------------------------------------------------- | ------------------------ | ------------------------ | ----------------------- |
| 1 | 1            | "Pilot" "(Piloto)" (BR)                                    | Adam Bernstein           | Joan Rater & Tony Phelan | 15 de fevereiro de 2017 |
| Sadie Ellis, uma advogada de defesa de sucesso, começa a se apaixonar por seu cliente, Billy Brennan, que pode ser culpado de um crime brutal.                                        |              |                                                            |                          |                          |                         |
| 2 | 2            | "Then and Now" "(Antes e Agora)" (BR)                      | James Strong             | Joan Rater & Tony Phelan | 22 de fevereiro de 2017 |
| Sadie tenta manter seu relacionamento com Billy estritamente profissional. Além disso, ela trabalha em um caso envolvendo um dos amigos mais antigos de Isaiah, Jonah Porter.         |              |                                                            |                          |                          |                         |
| 3 | 3            | "Poison Prize" "(Prêmio Tóxico)" (BR)                      | Nicole Rubio             | David Feige              | 1 de julho de 2017      |
| Sadie confronta Billy sobre novas evidências e fica desapontada. Um novo caso da empresa pode expor um escândalo, e Cameron e Tiffany defendem um paranormal acusado de roubo.        |              |                                                            |                          |                          |                         |
| 4 | 4            | "Clean Burn" "(Combustão Limpa)" (BR)                      | Daisy von Scherler Mayer | John A. Norris           | 8 de julho de 2017      |
| Sadie entrevista ex-colegas de Billy em busca de informações sobre uma evidência. Além disso, ela defende uma amiga de infância em um caso de violação da condicional.                |              |                                                            |                          |                          |                         |
| 5 | 5            | "Not a Word" "(Nenhuma Palavra)" (BR)                      | Chris Misiano            | Pamela Wechsler          | 8 de julho de 2017      |
| Os resultados do DNA do caso de Billy ficam prontos, e Sadie faz cena no tribunal para reforçar o apoio popular a ele. E uma jovem sexualmente agredida testemunha contra o agressor. |              |                                                            |                          |                          |                         |
| 6 | 6            | "Faith" "(Fé)" (BR)                                        | Nicole Rubio             | Don Roos                 | 15 de julho de 2017     |
| Isaiah e Sadie visitam a mãe dela na prisão depois que descobrem informações sobre seu ex-cúmplice. Cameron e Albert defendem um transexual que esfaqueou um jogador de beisebol.     |              |                                                            |                          |                          |                         |
| 7 | 7            | "Where Do We Go from Here" "(Daqui Para Onde Vamos?)" (BR) | Jeannot Szwarc           | Louisa Levy              | 22 de julho de 2017     |
| Áudios das antigas sessões de terapia da irmã de Billy são revisados em busca de pistas. Além disso, Sadie defende a filha de Isaiah, Dylan, no processo de divórcio.                 |              |                                                            |                          |                          |                         |
| 8 | 8            | "Top Dog/Underdog" "(Mais Desfavorecidos)" (BR)            | Jonathan Brown           | John Cockrell            | 22 de julho de 2017     |
| Na audiência de Carolyn, Sadie fala sobre as qualidades da sua cliente como mãe, mas uma testemunha pode atrapalhar. E o relacionamento de Cam e Peter fica mais sério.               |              |                                                            |                          |                          |                         |
| 9 | 9            | "To See, to Tell" "(Ver e Contar)" (BR)                    | Matt Earl Beesley        | Heather F. Robb          | 29 de julho de 2017     |
| O julgamento simulado de Billy termina em condenação. Abalados com o resultado, Albert e Sadie pensam em uma estratégia mais agressiva. E Isaiah dá um tempo da empresa.              |              |                                                            |                          |                          |                         |
| 10 | 10           | "Finally" "(Finalmente)" (BR)                              | Maja Vrvilo              | David Feige              | 5 de agosto de 2017     |
| O escritório fica um caos com o início do julgamento de Billy. Albert e Sadie tentam reconquistar a confiança profissional; e Cameron e Peter se enfrentam no tribunal.               |              |                                                            |                          |                          |                         |
| 11 | 11           | "I'm in If You Are" "(Eu Vou Se Você For)" (BR)            | Rob Greenlea             | Imogen Binnie            | 5 de agosto de 2017     |
| Billy decide testemunhar contra a recomendação de Sadie, o que pode lhe custar caro. E Nick e Tiffany defendem um ex-colega de prisão de Nick.                                        |              |                                                            |                          |                          |                         |
| 12 | 12           | "Running Out of Time" "(Ficando Sem Tempo)" (BR)           | Jerry Levine             | John A. Norris           | 12 de setembro de 2017  |
| Tiffany e Cameron defendem uma mulher acusada de assassinato enquanto supostamente sonambulava. O júri do caso de Billy começa a deliberar, e Sadie aprende sobre o câncer da mãe.    |              |                                                            |                          |                          |                         |
| 13 | 13           | "The Return" "(O Retorno)" (BR)                            | Tony Phelan              | Joan Rater & Tony Phelan | 12 de setembro de 2017  |
| Depois que o júri dá o veredito no julgamento de Billy, Sadie descobre um segredo que pode ter afetado seu caso. Carolyn é libertada da prisão, e Nick é acusado de assassinato.      |              |                                                            |                          |                          |                         |

## Produção
A série foi originalmente proposta para a temporada de televisão de 2015–2016, originalmente lançando KaDee Strickland e Teddy Sears nos papéis principais. No entanto, a CBS decidiu reformular a série para a temporada televisiva de 2016-2017, com Heigl e Pasquale re-escalados para os papéis principais, e pegou em 14 de maio de 2016. Com Laverne Cox na série fez dela a primeira transgênero a fazer uma série de transgêneros regular na televisão aberta.
Embora a CBS tenha cancelado a série após apenas dois episódios, um total de 13 episódios foram produzidos. Os episódios restantes foram exibidos a partir de 1º de julho de 2017.